# (74322) 1998 UN26
(74322) 1998 UN26 – planetoida z pasa głównego asteroid okrążająca Słońce w ciągu 4,31 lat w średniej odległości 2,65 j.a. Odkryta 18 października 1998 roku.